# Acacia aculeiformis
Acacia aculeiformis é uma espécie de leguminosa do gênero Acacia, pertencente à família Fabaceae.